# Евстатий Катафлор
Евстатий Катафлор (на гръцки: Εὐστάθιος, ὁ Κατάφλωρος, Евстатиос Катафлорос) е православен духовник, митрополит на Цариградската патриаршия, светец и учен. Известен е с описанието на обсадата на Солун от норманите и коментарите си върху Омир.

## Биография
Роден е в 1115 година в Солун. Според други източници е роден в 1118 година в Цариград.
Син и ученик е на Николаос Катафлор. В 1175 година Евстатий става солунски митрополит. Oстава на този пост до 1197 или 1198 година. При пристигането във Византия на принцеса Агнес Френска, лично архиепископът на Солун, Евстатий Катафлор, произнася тържествена реч по случая.
Известен е с описанието си на обсадата на Солун от норманите в 1185 година, на което става свидетел и в което споменава стара византийска кула, на чието място е изградена Бялата кула.
Провъзгласен е за светец. Според други източници Евстатий оглавява Солунска епархия до смъртта си в 1195 или 1196 година в Солун.